# Kemisk reaktion

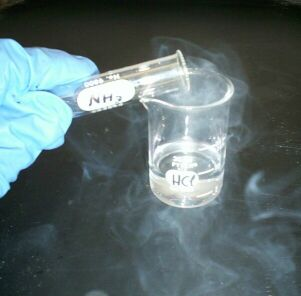
Ammoniak reagerar i luft med saltsyra till salmiak

Olika typer av kemiska reaktioner.

Kemisk reaktion är den kemiska inverkan som två eller flera ämnen utövar på varandra  och är en process varvid ett eller flera nya  ämnen bildas av andra ämnen  vilka härvid helt  eller delvis förbrukas.

## Kemisk reaktion
En vanlig kemisk reaktion är när ett eller flera kemiska grundämnen eller ämnen, reaktanter, reagerar med varandra på något sätt, eller med enskilda protoner eller elektroner, och bildar ett eller flera nya ämnen, produkter. För att en kemisk reaktion ska ske krävs energi i någon form, oftast i form av värme, men det finns även reaktioner som drivs av ljus och av elektrisk energi. 
De delar av kemin som fokuserar på energiförändringarna under kemiska reaktioner är termokemi, fotokemi och elektrokemi. 
Fotosyntesen, som är växternas sätt att ta upp energi från solljus, är en serie fotokemiska reaktioner. Fosforescens är också en fotokemisk process. Kemiska reaktioner som frigör eller drivs av elektrisk energi kallas elektrokemiska reaktioner.
I en kemisk reaktion behöver inte alla tillgängliga reaktanter bilda produkter. Förhållandet mellan reaktanter och produkter vid avslutad reaktion kallas kemisk jämvikt, och kan med hjälp av termodynamik kopplas till skillnaden i energi mellan reaktanterna och produkterna. Kemiska reaktioners hastighet studeras inom reaktionskinetik. Reaktionsmekanismer beskriver i detalj förloppen under kemiska reaktioner. Enkla reaktionssteg kallas elementarreaktioner eller elementarprocesser.
Det finns några grundläggande typer av kemiska reaktioner:
- Syntesreaktion: A + B → AB
- Nedbrytningsreaktion: AB → A + B
- Substitutionsreaktion: A + BC → B + AC
- Metatesreaktion: AB + CD → AD + CB

Man skiljer mellan exoterma och endoterma reaktioner. Vid en exoterm reaktion frigörs energi i form av värme. Under en endoterm reaktion förbrukas istället värme. De flesta reaktioner är exoterma.
Homogena reaktioner kallas de som sker i fast, flytande eller gasfas. En reaktion som sker i en fasgräns kallas heterogen reaktion.
En katalysator är ett ämne som kan starta en kemisk reaktion eller göra så att den går snabbare, utan att själv förbrukas. Katalysatorer kan vara fasta, flytande eller gasformiga ämnen.
I Sverige lär man sig om vanliga kemiska reaktioner i detalj redan på högstadiet.

## Kärnreaktion
En kärnreaktion involverar också en kemisk ämnesomvandling men till skillnad från en vanlig kemisk reaktion så är dessa ej resultat av ett utbyte av valenselektroner eller frigörande/upptagande av protoner, utan är en reaktion som sker i själva atomkärnan och som innebär att grundämnet ändrar identitet eller isotop.
Denna skillnad i ämnesomvandling gör att kemin är uppdelad i två områden; de fält där enbart vanliga kemiska reaktioner studeras såsom biokemi och organisk kemi, samt det fält där enbart kärnreaktioner studeras vid namn kärnkemi. Det finns en gråzon av kemiska fält mellan dessa läger såsom oorganisk kemi, analytisk kemi, fysikalisk kemi samt teoretisk kemi där kärnreaktioner också studeras åtminstone sekundärt.
Olika typer av kärnreaktioner är: 
- fission : T.ex. ²³⁵U + n → ²³⁶U → ⁹²Kr + ¹⁴¹Ba + 3 n
- fusion : T.ex.  ¹²C + ¹H → ¹³N
- sönderfall : T.ex.  ²³⁸U →  ²³⁴Th + α

### Skillnader mellan kemiska reaktioner och kärnreaktioner
- Ett exempel på en tydlig skillnad mellan en vanlig kemisk reaktion och en kärnreaktion är att en vanlig kemisk reaktion kan ej ändra en atomkärnas massa, men denna regel gäller ej kärnreaktioner. Tvärtom är det nästan oundvikligt att massan förändras.
- En annan skillnad är att mängden energi som frigörs vid en kärnreaktion är ofantligt större och härstammar från attraktionen mellan protoner och neutroner i kärnan som hålls ihop av den starka kärnkraften, och inte från den elektrostatiska attraktionen mellan protoner och elektroner såsom i en kemisk bindning. Samtidigt krävs det dock också en mycket större mängd aktiveringsenergi för att starta en kärnreaktion än en vanlig kemisk reaktion, ett undantag är dock naturligt sönderfall.
- I en vanlig kemisk reaktion kan inga nya partiklar skapas förutom fotoner när atomer exciteras vilket kallas kemiluminiscens. I en kärnreaktion däremot så kan nya partiklar skapas såsom antineutrinon till exempel.
- En vanlig kemisk reaktion kan teoretiskt sett involvera hur många atomer som helst, men i en kärnreaktion så är fokus alltid på den enskilda atomens kärna. Dessa olika reaktioners formler är dock kompatibla och i en disciplin inom kärnkemin kallad strålningskemi där man studerar kärnreaktioners radioaktiva påverkan hos kemiska reaktioner så är överlapp nödvändigt.

Kemister måste ha kunskap om båda former av ämnesomvandling även om man ej inom sitt fält studerar kärnreaktioner, då många analytiska metoder bygger på radioaktivitet, såsom sönderfall av kol-14.
I Sverige lär man sig dock om kärnreaktioners kemi i detalj först på högskole-/universitetsnivå. Däremot lär man sig om kärnreaktioner ur ett fysiskt perspektiv redan på högstadiet.